# Horizons lointains (film, 1992)
Pour les articles homonymes, voir Horizons lointains.
Ne doit pas être confondu avec Les Horizons perdus (film, 1937).
 (juillet 2025).
Si vous disposez d'ouvrages ou d'articles de référence ou si vous connaissez des sites web de qualité traitant du thème abordé ici, merci de compléter l'article en donnant les références utiles à sa vérifiabilité et en les liant à la section « Notes et références ».
Pour plus de détails, voir Fiche technique et Distribution.
Horizons lointains (Far and Away) est un film américain réalisé par Ron Howard et sorti en 1992.

## Synopsis
Joseph Donelly est un jeune Irlandais qui avait pour habitude de travailler avec son père et ses deux frères sur un lopin de terre appartenant à Daniel Christie. Il est le dernier à être réellement motivé pour transformer cette terre ingrate en quelque chose de productif. La période est à la révolte contre les grands propriétaires, car les récoltes sont maigres et les loyers réclamés à leur niveau habituel malgré la crise. Lors de la visite d'un des propriétaires terriens au village, ce dernier est chahuté et insulté. Après un tir de sommation pour le dégager, il y a un mouvement de foule, et le père de Joseph est blessé grièvement par l'effondrement d'une partie d'une maison.
Lorsque Stephen Chase, le bras droit de Daniel Christie, et ses hommes viennent relancer pour la troisième fois le paiement du loyer, ils arrivent lors de la procession d'enterrement du père Donelly. Cela ne les empêche pas de commettre l'irréparable en brûlant la maison des Donelly. Joseph décide d'aller tuer Daniel pour prendre sa revanche, en empruntant un vieux fusil à un ami de la famille.
Dans la soirée, moult circonstances empêchent Joseph d'abattre Daniel Christie au pub, puis sur le chemin de retour à sa demeure, alors qu'il était pourtant ivre et non accompagné. Le lendemain matin, après avoir dormi dans l'écurie, Joseph est blessé par Shannon, la fille de Daniel Christie, avec un coup de fourche. Il tente à nouveau de tirer sur le père Christie, mais le fusil lui explose à la figure. Blessé, il est soigné chez eux, en vue de le livrer en bonne santé à la justice. Joseph tente de s'échapper. Une altercation avec Stephen Chase, le prétendant de Shannon, débouche sur un règlement en duel.
Shannon, lassée de la façon de vivre de la génération de ses parents, et recherchant une vie plus moderne, prépare en secret sa fuite. Elle est décidée à partir aux États-Unis, trouver une nouvelle terre, promise sur des prospectus distribués gratuitement.
Le jour du duel, la brume matinale empêche Joseph de voir son adversaire, et il s'enfuit en compagnie de Shannon. Arrivés à Boston par bateau, l'argenterie qui représentait leur réserve d'argent est volée par un escroc. Ils sont obligés de trouver du travail et, avant tout, d'avoir un protecteur, car les Irlandais, en cette période, subissent une discrimination à l'emploi.
Leur nouveau parrain, Kelly, leur trouve une chambre dans un hôtel de passe. Tous les deux travaillent dans un abattoir de volailles. Ils commencent à s'en sortir et à économiser. Un soir où Shannon énerve Joseph sans vraiment l'avoir voulu, ce dernier a besoin de se défouler, part se battre et gagne un combat. Dorénavant, Joseph se consacre aux combats de boxe illégaux à mains nues, pour gagner plus rapidement de l'argent. Shannon devient danseuse « type french cancan » dans le club où se déroulent les combats.
En Irlande, les parents de Shannon ont reçu quelques lettres de leur fille. Un soir, une expédition punitive de paysans cagoulés met le feu à leur demeure. Le manoir est détruit et la famille décide de rallier l'Amérique pour la rejoindre. Stephen, qui aime toujours Shannon, les accompagne et organise une campagne de recherches pour la retrouver. Ses efforts sont vains, mais Joseph entend par hasard l'adresse et la mémorise.
Un jour, Joseph perd un match important contre un boxeur italien, alors que les paris le donnant gagnant ont été très importants. Les deux gros perdants, Kelly et son chef, volent les économies de Joseph et Shannon pour se rembourser, puis les mettent à la rue et leur promettent qu'ils ne retrouveront jamais de travail. Après trois jours d'errement dans les rues enneigés, Joseph et Shannon s'introduisent dans une maison, pour s'y réchauffer et y manger. Le propriétaire tire sur Shannon. Joseph ramène Shannon blessée par balle à la nouvelle adresse des Christie. Elle est évanouie. Stephen les accueille froidement et commence à la soigner. Joseph décide qu'elle guérira mieux avec eux, et part.
Huit mois plus tard, Joseph, devenu ouvrier du chemin de fer, rêve de son père et se rappelle son désir qu'il avait d'avoir sa propre terre. Il est, à ce moment-là, dans un des trains déplaçant les ouvriers d'un chantier à un autre. Par la fenêtre, il voit un convoi de pionniers allant en direction de l'Oklahoma. Il descend de ce train et les rejoint.
Dans la ville d'arrivée, il retrouve les Christie, Shannon, et Stephen. Celui-ci annonce à Shannon, avant la « course aux terres libres », qu'il a trouvé un endroit somptueux. Le départ est donné, et après quelques minutes de course, les premiers participants arrivent sur les lots. Les parents de Shannon ont gentiment triché en partant à l'avance et obtiennent leur propre terrain. Joseph suit Shannon et Stephen. Devant le lopin de terre choisi, Stephen et Joseph se battent, et ce dernier est gravement blessé à la tête. Stephen part après avoir été rejeté par Shannon. Pensant sa blessure mortelle, Joseph avoue son amour à Shannon, restée auprès de lui et perd ensuite connaissance. Shannon lui confesse également son amour qui était présent dès le premier jour, ce qui le ramène à la vie. Ensemble, ils plantent leur drapeau sur le lot et en prennent alors possession.

## Fiche technique
Sauf indication contraire, les informations mentionnées dans cette section peuvent être confirmées par les bases de données cinématographiques IMDb et Allociné,  présentes dans la section « Liens externes ».
- Titre français et québécois : Horizons lointains
- Titre original : Far and Away
- Réalisation : Ron Howard
- Scénario : Bob Dolman, d'après une histoire de Bob Dolman et Ron Howard
- Musique : John Williams
- Montage : Daniel P. Hanley et Mike Hill
- Photographie : Mikael Salomon
- Producteurs : Brian Grazer et Ron Howard
  - Producteurs délégués : Todd Hallowell (en)
- Société de production : Imagine Entertainment
- Société de distribution : Universal Pictures
- Pays de production :  États-Unis
- Format : couleur (Deluxe) — son : 70 mm 6-Track et Dolby SR — 2,20 : 1 - 35 mm et 70 mm — Panavision Super 70
- Genre : aventure, drame, romance
- Durée : 140 minutes, 170 minutes (version director's cut)
- Budget : 60 000 000 $[1]
- Dates de sortie :
  - États-Unis : 22 mai 1992
  - France : 16 septembre 1992

## Distribution
- Tom Cruise  (VF : Patrick Poivey)  : Joseph Donnelly
- Nicole Kidman  (VF : Brigitte Bergès)  : Shannon Christie
- Thomas Gibson : Stephen Chase
- Robert Prosky  (VF : Philippe Dumat)  : Daniel Christie
- Barbara Babcock : Nora Christie
- Cyril Cusack : Danty Duff
- Eileen Pollock : Molly Kay
- Colm Meaney  (VF : Gilbert Levy)  : Kelly
- Clint Howard : Flynn
- Douglas Gillison : Dermody
- Michelle Johnson : Grace
- Wayne Grace  (VF : Pierre Hatet)  : Bourke
- Niall Toibin : Joe
- Barry McGovern : McGuire
- Gary Lee Davis : Gordon
- Jared Harris : Paddy

Source VF[réf. nécessaire]

## Production
Vingt ans après le film La Fille de Ryan (1970) de David Lean, Tom Cruise et Nicole Kidman viennent à Dingle pour interpréter cette histoire qui met en scène deux émigrants irlandais de la fin du XIXe siècle.
Le film a été tourné au Montana pour des raisons commerciales, mais l'Oklahoma Historical Society était impliquée dans sa production. Imagine Entertainment a visité les régions du Montana pendant une semaine. Ils ont visité différentes régions avant de choisir Billings, Montana. Ron Howard, dont le film Backdraft était en train de sortir en salles à l'époque, est arrivé à Billings pour commencer les bases du film. Un site à l'extérieur de la ville était un ranch de 12 000 acres (49 km), qui allait être utilisé pour filmer la scène de l'Oklahoma Land Rush. Les titres de travail du film comprenaient The Irish Story et An Irish Story[réf. nécessaire].
Le tournage commence au Montana le 28 mai 1991. Après plusieurs semaines de préparation, les acteurs et l'équipe ont filmé la scène de l'Oklahoma Land Rush le 7 juillet 1991. Huit cents cavaliers et figurants, neuf cents chevaux, mules, bœufs et deux cents wagons ont été utilisés sur un ensemble d'un quart de mile de large. Neuf caméras ont été utilisées pour filmer les séquences d'action. Pendant le tournage de la scène, quatre personnes se sont cassé des os et un cheval est mort. Le match de boxe de Cruise a été filmé au dépôt de Billings. Les résidents de la région ont été utilisés comme figurants pour la séquence. American Humane a rapporté que la société de production a non seulement respecté les directives d'American Humane, mais a fait un effort supplémentaire pour assurer le bien-être physique et mental des animaux. Après avoir tourné les scènes à Billings, les acteurs et l'équipe se sont rendus à Dublin, en Irlande, pour terminer le tournage. Ardmore Studios à Wicklow a été utilisé pour filmer des séquences intérieures, et les rues de Boston ont été filmées à Dublin[réf. nécessaire].
C'était le premier film tourné en Panavision Super 70 et le premier film à être tourné en 70 mm en une décennie depuis Tron. La caméra Arriflex 765 a également été utilisée, car la caméra était capable de 100 images par seconde qui a été utilisée pour les prises de vue au ralenti pendant la scène de la ruée terrestre de l'Oklahoma[réf. nécessaire].
C'était le dernier film de Cyril Cusack avant sa mort l'année suivante.

## Musique
La musique de Horizons lointains est composée et dirigée par John Williams. La partition, mélange d'instrumentation irlandaise traditionnelle et d'orchestre conventionnel, présentait en bonne place des performances du groupe musical irlandais The Chieftains et une révision de la chanson Book of Days composée et interprétée par Enya. La bande originale est sortie le 26 mai 1992 par MCA Records et comprend 19 morceaux de musique d'un peu plus de 67 minutes. Des sélections de la bande originale ont été présentées dans les bandes-annonces de divers films, notamment Rudy, Rends la monnaie, papa, Le Cercle des amies, La Planète au trésor : Un nouvel univers et Le Petit Monde de Charlotte[réf. nécessaire].

## Sortie et accueil

### Box-office
| Pays ou région     | Box-office      | Date d'arrêt du box-office | Nombre de semaines |
| ------------------ | --------------- | -------------------------- | ------------------ |
| France             | 687 935 entrées | -                          | -                  |
| États-Unis, Canada | 58 883 840 $    | 16 juillet 1992            | 8                  |
| Total mondial      | 137 783 840 $   | -                          | -                  |